# My Love (bài hát của Westlife)
"My Love" là bài hát của Westlife, là đĩa đơn thứ hai được phát hành từ album phòng thu thứ hai của họ, Coast to Coast.
Ca khúc này đã đem lại cho Westlife đĩa đơn quán quân thứ bảy tại Anh và là đĩa đơn bán chạy thứ 35 ở Anh năm 2000. Bài hát đã được bán khoảng 300.000 bản ở Anh.

## Danh sách bài hát

#### CD1
1. "My Love" (Radio Edit)
2. "If I Let You Go" (USA Mix)

#### CD2
1. "My Love" (Radio Edit)
2. "My Love" (Instrumental)
3. "My Love" (Video âm nhạc)

## Các tour diễn
- Where Dreams Come True Tour (2001)
- World of Our Own Tour (2002)
- Unbreakable Tour (2003)
- Turnaround Tour (2004)
- The Number Ones Tour (2005)
- The Love Tour (2007)
- Back Home Tour (2008)
- Where We Are Tour (2010)
- The Farewell Tour (2012)

## Video âm nhạc
Video âm nhạc của ca khúc bắt đầu tại một sân ga. Nicky Byrne thông báo với các thành viên của nhóm rằng chuyến bay cuối cùng của họ vừa bị huỷ bỏ. Các thành viên trở nên bối rối khi nghe tin và Bryan nói rằng anh sẽ về nhà. Mọi người đồng tình đi theo và bài hát bắt đầu.
Ban nhạc vừa đi dọc trên đường vừa hát, và khung cảnh sau lưng họ dần thay đổi. Ở đoạn đầu của bài hát, cảnh được quay tại một sân bay, sau đó đến đoạn điệp khúc, cảnh chuyển tới Limerick (Catherine st), một thị trấn nhỏ ở Ireland. Ngôi nhà Harstonge ở Harstonge st (còn được biết đến như là ngôi nhà Oznam) xuất hiện khi họ đi trên một con đường nhỏ. Sau khi kết thúc phần điệp khúc đầu tiên, khung cảnh sau lưng họ chuyển tới ga tàu Colbert (ở Limerick). Rồi một lần nữa ở đoạn điệp khúc thứ hai, cảnh chuyển tới bãi biển Lahinch, Co. Clare và ở Kilkee, (Co. Clare). Ở đoạn điệp khúc cuối cùng, ban nhạc đứng hát trên đỉnh Cliffs of Moher, Co. Clare. Bản thân bài hát, cùng với đoạn video thể hiện rằng, cả ban nhạc đang nhớ về quê hương Ireland của họ nói chung, và một tình yêu đang bị bỏ lại phía sau nói riêng.

## Xếp hạng
| Bảng xếp hạng (2000)             | Vị trí cao nhất |
| -------------------------------- | --------------- |
| Argentina Singles Chart          | 1               |
| Australian Singles Chart         | 36              |
| Belgian (Flanders) Singles Chart | 6               |
| Irish Singles Chart              | 1               |
| Dutch Top 40                     | 9               |
| New Zealand Singles Chart        | 3               |
| Norwegian Singles Chart          | 3               |
| Swedish Singles Chart            | 1               |
| Swiss Singles Chart              | 38              |
| UK Singles Chart                 | 1               |